# الن سوالو ریچاردز
الن سوالو ریچاردز (انگلیسی: Ellen Swallow Richards؛ زاده ۳ دسامبر ۱۸۴۲ درگذشته ۳۰ مارس ۱۹۱۱) یک شیمی‌دان اهل ایالات متحده آمریکا بود.